# فينشينسو مونتي
فنتشنتسو مونتي (ولد في 19 شباط/فبراير 1754م وتوفي في 13 تشرين الأول/أكتوبر 1828م) (إيطالية:Vincenzo Monti) هو شاعر وأديب إيطالي له العديد من الأعمال الأدبية.

## روابط خارجية
- فينشينسو مونتي على موقع الموسوعة البريطانية (الإنجليزية)